# Khorocheve
Khorocheve (ukrainien : Хорошеве) est une commune urbaine de l'oblast de Kharkiv, en Ukraine. Elle compte 4 086 habitants en 2021.

## Géographie
La commune est située sur la rive occidentale de la rivière Oudy, face à la commune voisine de Bezlioudivka, sur la rive opposée de la rivière. L'Oudy est un affluent de la rivière Donets, dans le bassin hydrographique du fleuve Don. La commune se trouve à 15 kilomètres au sud de la ville de Kharkiv.

## Patrimoine
Le Monastère de l'Ascension de Khorocheve est un patrimoine culturel d'Ukraine, créé en 1654, le village a une gare ferroviaire : Jykhor.

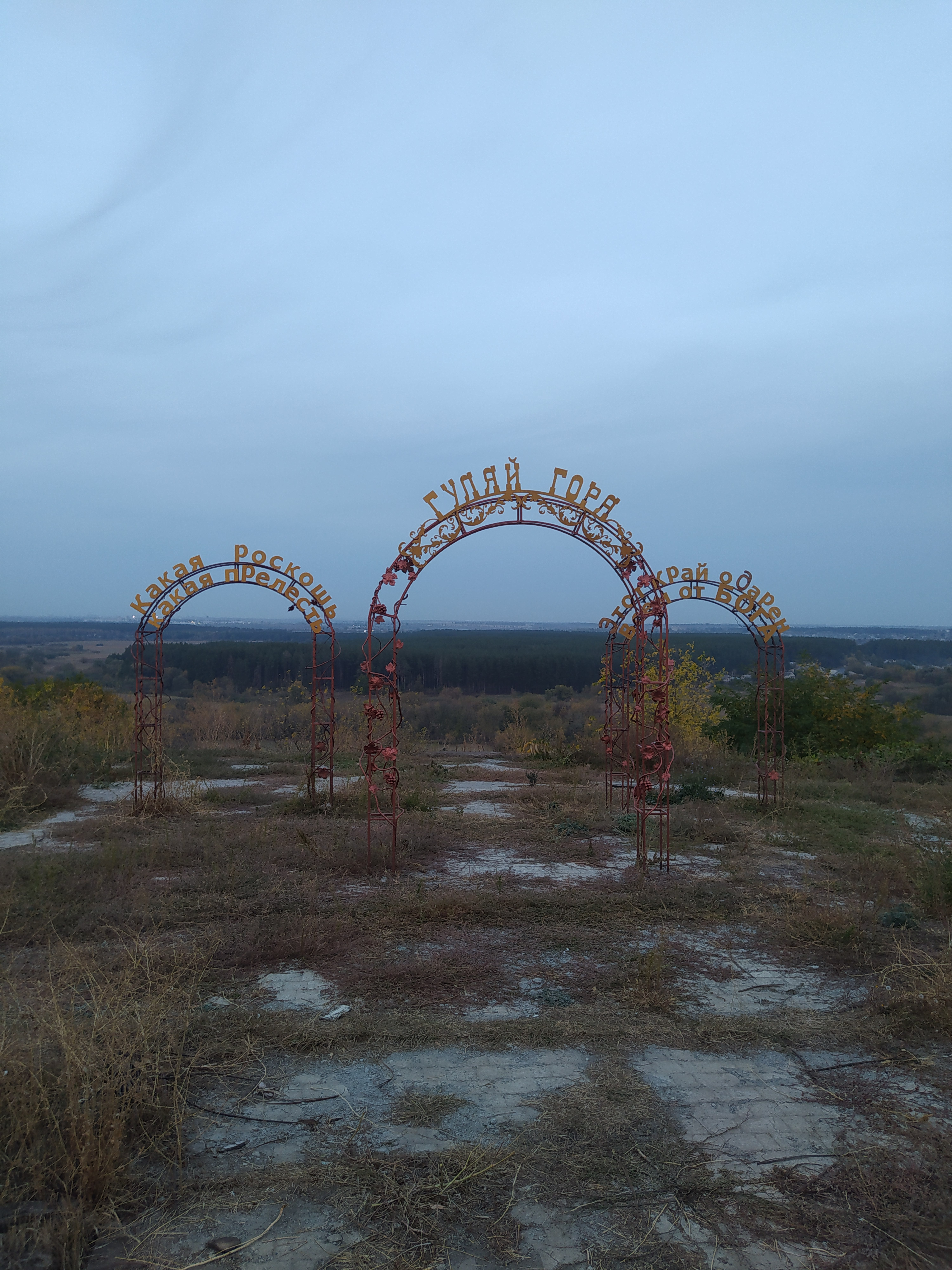
Sommet de la colline Houlay surplombant la rivière Oudy.